# Tenacalco
Tenacalco är en ort i Mexiko.   Den ligger i kommunen Tlalixcoyan och delstaten Veracruz, i den sydöstra delen av landet, 300 km öster om huvudstaden Mexico City. Tenacalco ligger 61 meter över havet och antalet invånare är 349.
Terrängen runt Tenacalco är platt, och sluttar österut. Runt Tenacalco är det ganska tätbefolkat, med 65 invånare per kvadratkilometer. Närmaste större samhälle är Piedras Negras, 16,7 km öster om Tenacalco. Trakten runt Tenacalco består till största delen av jordbruksmark.